# Colloquium heptaplomeres

Le Colloquium heptaplomeres de abditis rerum sublimium arcanis ou Colloque entre sept savants qui sont de différents sentiments des secrets cachez des choses relevées est un ouvrage de Jean Bodin, probablement rédigé entre 1587 et 1593. Il présente un dialogue entre sept savants appartenant à trois religions différentes (judaïsme, christianisme et islam) sur les mérites respectifs de celles-ci. En raison de ses thèses audacieuses pour l'époque, le manuscrit a circulé de façon clandestine jusqu'à sa première édition partielle en 1841 et complète en 1857.

## Description
Sept sages sont réunis chez le catholique Paul Coroni à Venise, alors ville cosmopolite par excellence. Le calviniste Curtius et le luthérien Podamicus défendent la Réforme, tandis que Octave Fagnola, jadis captif chez les Ottomans, défend l'islam, que Salomon Barcassius représente le judaïsme, que l'Espagnol Diego Toralba s'en tient à la religion naturelle et que Senamus est indifférent aux diverses confessions, qu'il dit pratiquer toutes. Les différences entre ces trois religions — christianisme, judaïsme et islam — avaient déjà été explorées dans des ouvrages anciens, mais la question des désaccords religieux se faisait plus aigüe au milieu des guerres de religion qui ensanglantaient alors la France.

Ce gros volume est composé de six livres. Le premier insère le dialogue dans le contexte d'un récit de voyage dans le monde arabe : 

« Sept amis, de pays et de religion divers, sont rassemblés chez l'un d'eux, le catholique Coroni, à Venise. L'un d'eux, Octave Fagnola, renégat chrétien devenu musulman, raconte que, rentrant en Europe, il vit son navire assailli d'une furieuse tempête. On allait sombrer, quand le patron fit jeter à la mer des momies qui étaient dans la cale. Aussitôt la tempête, et les diables qui l'excitaient, s'apaisèrent. »

Les premières pages décrivent longuement la « pantothèque ». Il s'agit d'une boîte de bois comportant 1296 cases où sont classés des spécimens de tout ce qu'on peut trouver sur la planète en fait d'éléments premiers : pierres, métaux, fossiles, plantes, organismes vivants. Cette description établit un lien entre le Colloque et le Théâtre de la nature.
La discussion fait appel à une foule de références savantes, parmi lesquels se détachent Salomon et Moïse, Platon, Saint Paul, Eusèbe de Césarée, Tertullien, Origène et surtout Augustin d'Hippone, sans compter des renvois à une douzaine de conciles. Les points de désaccord portent sur la nature des anges et des démons, les origines et conséquences du péché, la Trinité, les saints, l'église primitive, etc. Très tôt dans la discussion, on avance que la meilleure des religions est la plus ancienne (optimam tamen religionem esse antiquissimam) qui combine la vénération de Dieu avec les lois de la nature (purum Dei cultum et naturae leges), ce qui fait allusion à la religion hébraïque.

L'ouvrage se termine sur un appel à la tolérance. Pour montrer que la religion est une affaire éminemment intime, un des sages rappelle la réponse de Théodoric, empereur des Romains et des Goths, qui, « étant invité par le Sénat de contraindre, par supplices, les Arriens à suivre la religion catholique, leur répondit ainsi : Nous ne pouvons pas commander en fait de religion, parce que l'on ne peut forcer personne à croire en dépit qu'il en ait. » Son ami enchaîne en affirmant que l'empereur Jovinien avait émis un 

« Edict d'union [...] pour entretenir dans la concorde les Chrestines, les Arriens, les Manicheens, les Juifs et jusques a pres de deux cents autres sectes [et] recommandoit continuellement aux predicateurs la retenue, afin que le peuple, par des sermons seditieux, ne fut pas invité a troubler la tranquillité de la republique et de l'estat, mais plutost d'exorter chacun a la pieté, a la benignité, a la Justice et a la charité mutuelles. »

## Contexte historique

### Antécédents
La comparaison entre ces trois grandes religions avait été faite à plusieurs reprises, mais le plus souvent pour montrer la supériorité de la religion chrétienne.
- Abélard, Dialogus inter philosophum, Iudaeum et Christianum (Dialogue entre un philosophe, un juif et un chrétien) (1142).
- Ramon Lull, Le Llibre del Gentil e los tres savis (« Le Livre du gentil et des trois sages ») rédigé entre 1274 et 1276.
- Nicolas de Cuse, De pace fidei (1453)
- Marsile Ficin, De triplici vita (1492) : sur les sources occultes et Hermes Trismegiste vu comme un contemporain de Moïse.
- Theodore Bibliander, De ratione communi omnium linguarum et literarum commentarius (1548) : souligne entre les peuples une communauté de fond tant linguistique que religieuse.
- Philippe Duplessis-Mornay, De la vérité de la religion chrestienne (1583).
- Guillaume Postel, De orbis terrae Concordia (1544) : montre comment le judaïsme et l'islam peuvent se fondre dans le christianisme (1544), ouvrage que Gabriel Naudé vante comme « faisant voir en quoy consistent toutes les religions et y établissant et y confirmant adroitement et subtilement la nôtre. » (Naudé 1642, p. 65). Bodin connaissait ce livre et l'appréciait.

### Auteur et sources
Vers 1630, l'érudit Gabriel Naudé a affirmé à son ami Guy Patin que cet ouvrage était basé sur un dialogue qui avait réellement eu lieu à Venise entre quatre personnages qui se réunissaient deux fois par semaine pour discuter en toute liberté des religions du monde et dont les propos étaient notés par l'humaniste arabisant Guillaume Postel : à la mort de ce dernier, en dépit du fait qu'il avait auparavant classé la Démonomanie parmi « les nouveaulx et pestilentz interpretes des Sainctes Escriptures », les papiers en question auraient été recueillis par Bodin en 1584.
Au plan historique, il est établi que Postel était bien à Venise à cette date et qu'il avait parlé du syncrétisme religieux : « Henri Etienne assûre, qu'il vid à Venise Postel disant publiquement que si l'on voulait faire une bonne Religion il falloit la composer de celle des Turcs, de celle des Juifs et de celle des Chrétiens ». De même, il est confirmé que Henri Estienne était dans cette ville en 1547. Postel et Bodin se connaissaient et avaient plusieurs points en commun : tous deux avaient des amis à Paris et du prestige à la cour du roi; ils étaient réputés libertins et judaïsants, tout en étant protégés par l'évêque d'Angers, Gabriel Bouvery; le secrétaire de Postel était au service du duc d'Alençon en même temps que Bodin.
Selon Kuntz, l'influence de Postel sur le Colloquium est visible à certaines tournures qui ressemblent à celles des lettres de Postel. Alors que Venise n'avait aucune signification particulière pour Bodin, Postel y a passé une grande part de sa vie, y a publié plusieurs de ses livres, a travaillé dans l'atelier du fameux imprimeur Daniel Bomberg et a célébré cette ville comme aimée de Dieu. C'est à Venise aussi qu'il a rencontré Mère Johanna, « nouvelle Ève » et mère spirituelle. Enfin, la présence de certains thèmes chers à Postel confirme aussi la thèse selon laquelle Bodin se serait basé sur les notes prises par Postel à Venise pour rédiger le Colloquium. Cette hypothèse paraît d'autant plus vraisemblable à son premier éditeur français, Roger Chauviré, que dans le Colloquium chacun des interlocuteurs possède des traits distinctifs, qui se précisent uniquement à travers leurs interventions respectives.
Par ailleurs, Berriot a établi que de nombreux passages de cet ouvrage sont empruntés à d'autres livres de Bodin, ce qui confirme sa responsabilité principale dans la rédaction finale du manuscrit.
L'attribution à Bodin est toutefois contestée par Faltenbacher, sur la base de problèmes de datation de certains événements relatés dans le Colloquium. Dans un colloque de 1985, le même chercheur a comparé cet ouvrage avec celui du missionnaire espagnol Bernardino de Sahagún, qui résume des entretiens sur la religion entre des moines et des indiens du Mexique (1564). Il conclut de ce rapprochement que le climat des discussions chez Bodin est totalement différent et croit discerner chez ce dernier un « athéisme qui n'ose pas dire son nom. ». Toutefois, son point de vue a été fortement contesté par les participants du colloque.

## Diffusion manuscrite
L'histoire du manuscrit est entourée de mystère. En raison de ses positions critiques envers la religion, cet ouvrage ne pouvait pas être imprimé du vivant de Bodin et il ne le sera pas avant le milieu du XIXe siècle. Mais le manuscrit circule parmi les lettrés et de nombreuses copies en sont faites. François Berriot, qui a fait l'histoire du manuscrit, en a recensé 89 exemplaires situés dans une douzaine de pays : France, Allemagne, Autriche, Belgique, Danemark, États-Unis, Hongrie, Italie, Pays-Bas, Roumanie, Royaume-Uni, Suisse.
Dans le contexte politico-religieux de l'époque, le manuscrit est irrecevable pour la plupart des lecteurs. Dès 1607, les prédicateurs fulminent contre lui, ainsi qu'en témoigne un échange de lettres avec Scaliger, auquel fait écho Bayle : p. 592 « Je ne sais si ceux qui préchaient contre Bodin dans les chaires de Paris, l'an 1607, avaient ouï dire quelque chose des dispositions qu'il témoigna en mourant, ou des doctrines pernicieuse de l'Heptaplomeres. Scaliger ne pouvait comprendre d'où venait leur déchainement »

Dès le milieu du XVIIe siècle, le bibliothécaire Gabriel Naudé, tout en considérant Bodin comme « des plus fameux et renommez de son siecle », estime qu'il n'était 

« pas nécessaire de mettre en comparaison les diverses religions les unes avec les autres, comme au grand préjudice de la vraye pieté ont faict par le passé Pierre d'Ailly, Cardinal et Evesque de Cambray en un petit traicté astrologique des trois sectes, De tribus sectis, Hierosme Cardan en ses livres de la subtilité et Jean Bodin en un grand volume qu'il a faict, mais qui n'est pas encore imprimé, et Dieu veuille qu'il ne le soit jamais, De rerum sublimium arcanis, des secrets des choses d'en haut, livre qui pourroit servir d'un tres-fort et tres clair argument, que le jésuite Possevin ne se seroit point trompé au jugement qu'il a faict de son Autheur. »

Comme l'écrit Chauviré : « Il semble bien, à voir l'intérêt que portent à l'Heplaplomeres Naudé, Patin, la reine Christine, Leibniz, Huet, Bayle, qu'une curiosité ininterrompue des cercles savants s'y soit attachée pendant tout le XVIIe siècle. »
Leibniz envisagera brièvement d'en faire une réfutation puis tentera de le faire publier en 1715, mais il se heurte à une interdiction. Après avoir circulé sous le manteau pendant plus de deux siècles, le manuscrit connaît enfin une première édition partielle due à G.E. Guhrauer sous le titre Das Heptaplomeres des Jean Bodin, disseratatio historico-theologica ( Berlin, 1841). La première édition latine véritablement complète est publiée par L. Noack, sous le titre Joannis Bodini Colloquium Heptaplomeres (Schwerin, 1857).
La première édition française est due à Roger Chauviré en 1914, qui signale les erreurs commises par Noack, tout en ne donnant qu'un édition partielle : résumé des livres I à III et larges extraits des livres IV-VI. En 1984, François Berriot donne une édition complète basée sur le manuscrit français 923, entré à la Bibliothèque royale en 1685, « un grand in-4° de 685 pages qui date du début du XVIIe siècle » et qui a été établi par un traducteur anonyme,
peu de temps après la mort de Jean Bodin.

## Manuscrits et éditions
- (la) Colloquium heptaplomeres : Des secrets cachez des choses sublimes entre sept scavans qui sont de differens sentimens, manuscrit, 1593.
- Extraits faits par Leibniz d'un manuscrit latin, publiés dans Gottfried Wilhelm Leibniz, Sämtliche Schriften und Briefe, Herausgegeben von der Akademie der Wissenschaften der DDR, Sechste Reihe, Philosophische Schriften, Zweiter Band, p. 125-143, en ligne.
- Colloquium heptaplomeres de rerum sublimium arcanis abditis, curavit Ludovicus Loack. Mecklembourg-Schwerin, 1857, en ligne.
- Colloque de Jean Bodin. Des secrets cachez des choses sublimes entre sept sçavans qui sont de différens sentimens [Extraits], Paris, Champion, 1914, 229 p. (lire en ligne) (Édition par Roger Chauviré d'une traduction française du début du dix-septième siècle provenant d'un manuscrit de la Bibliothèque nationale de France. Voir p. 18.)
- François Berriot, Katharine Davies, Jean Larmat et Jacques Roger, Colloque entre sept scavants qui sont de differens sentimens : des secrets cachez des choses relevées : Texte présenté et établi par F. Berriot, Genève, Droz, 1984, 591 p.